# Sérgio Sette Câmara
Sérgio Sette Câmara Filho (Belo Horizonte, 23 maggio 1998) è un pilota automobilistico brasiliano.

## Carriera

### Kart
Nato a Belo Horizonte, Sette Câmara inizia la sua carriera sui kart nel 2011 all'età di tredici anni. Comincia nel campionato brasiliano, classe Júnior Menor, vincendolo. Corre nei kart fino al 2013.

### Formula 3
Sette Câmara debutta nelle monoposto nel 2014, nel campionato brasiliano di Formula 3. Ottiene 3 podi e il settimo posto in campionato.
Nella stessa stagione 2014 Sette Câmara fa il suo debutto nella Formula 3 Europea con il team EuroInternational, disputando le 3 gare di Imola.
Nel 2015 continua nella categoria disputando la prima stagione completa con la scuderia Motopark ottenendo 2 podi e concludendo al 14º posto in campionato.
Nella stagione 2016, anno in cui entra a far parte del Red Bull Junior Team, continua nella Formula 3 Europea con lo stesso team. Ottiene 2 podi e un giro veloce, terminando il campionato all'11º posto. Nella stessa stagione partecipa al Gran Premio di Macao con il team Carlin ottenendo il 3º posto.

### Formula 2
Il 27 novembre 2016 viene annunciato che Sette Câmara prenderà parte all'intera stagione 2017 di Formula 2 con la MP Motorsport. Dopo una prima parte di stagione difficile, ottiene una vittoria nella gara sprint di Spa, e un secondo posto nella gara sprint di Monza. Conclude al 12º posto in classifica generale.
Nella stagione 2018 prosegue nella categoria, passando al team Carlin Motorsport. La stagione comincia bene con due podi in Bahrein, e con alcuni piazzamenti a punti. Salta le due gare di Monaco a causa di un incidente nelle qualifiche che gli causa un infortunio alla mano, mentre sarebbe scattato dalla seconda fila. Nella seconda parte della stagione ottiene altri podi che lo portano al sesto posto in campionato e permettono al team di vincere il titolo a squadre.
Per la stagione 2019 passa al team DAMS per disputare la sua terza stagione nella categoria.

### Formula 1
Sette Câmara fa il suo debutto in una vettura di Formula 1 nei test di Silverstone della stagione 2016 con la Scuderia Toro Rosso, ma nel 2017 la Red Bull decide di interrompere la collaborazione. Nel 2019 viene ingaggiato dalla McLaren come collaudatore. La stagione successiva ritorna alla AlphaTauri (ex Toro Rosso) nel ruolo di collaudatore.

### Formula E

#### Dragon (2020-2022)

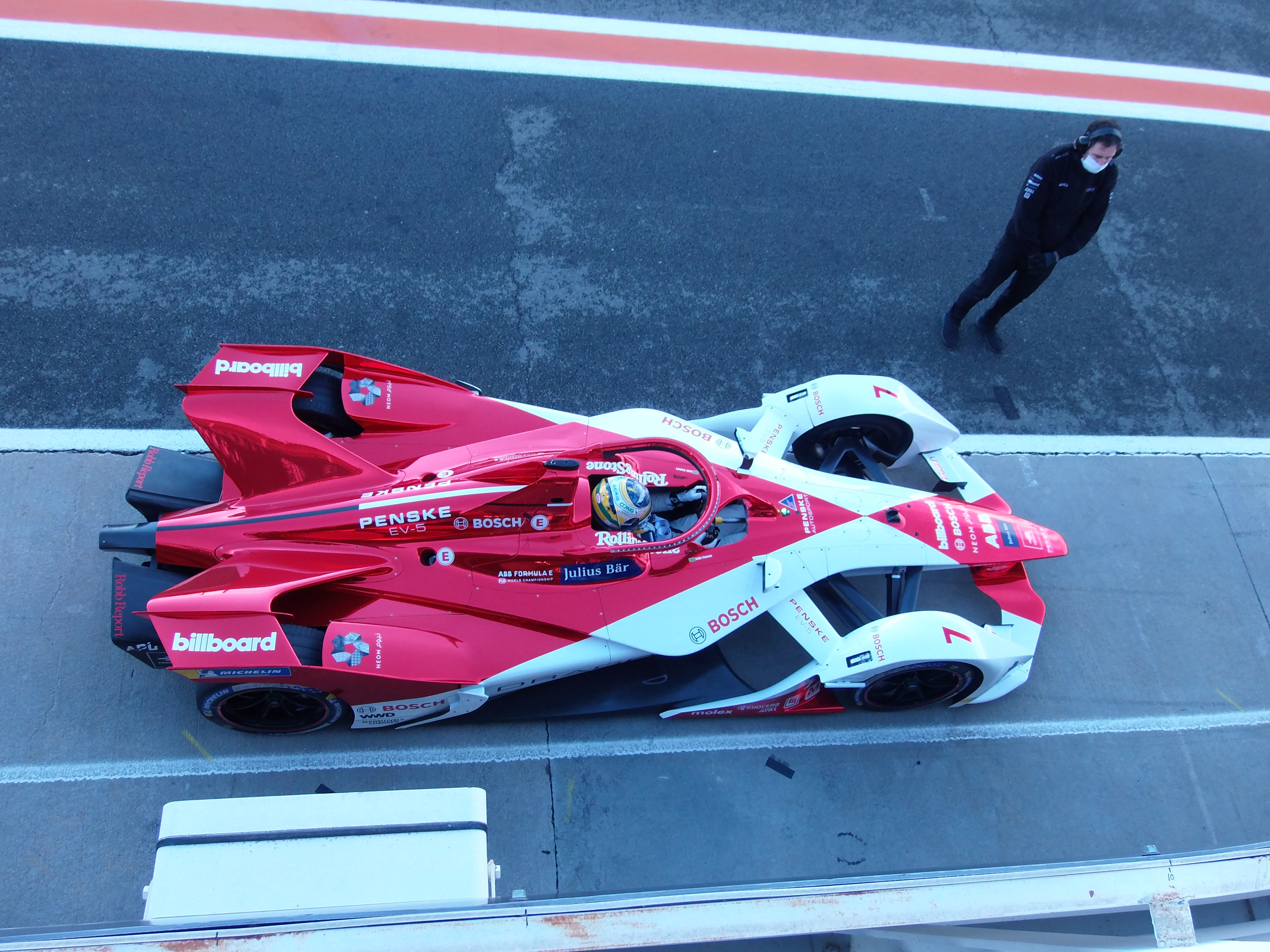
Sérgio Sette Câmara a Valencia durante i test pre-stagionali

Sette Câmara viene ingaggiato dal team Geox Dragon per le ultime sei gare della stagione 2019-2020 della Formula E, sostituendo Brendon Hartley. Le sei gare finali si svolgono a Berlino e il brasiliano non riesce a raggiungere la zona punti.
La stagione successiva continua a correre per il team Dragon, rinominato Dragon / Penske Autosport insieme a Nico Müller. I primi punti nella categoria arrivano nella seconda gara dell'E-Prix di Dirʿiyya grazie ad un ottimo quarto posto, riesce a tornare a punti solo nella seconda gara dell'E-Prix di Londra chiudendo al 22º posto in classifica con soli 16 punti.
Sette Câmara viene confermato dal team Dragon / Penske Autosport anche per la stagione 2021-2022. Il team non risulta molto competitivi, il brasiliano riesce ad chiudere in zona punti solo nella seconda gara del E-Prix di Londra dove arriva nono.

#### NIO (2022-2024)
Câmara decide di lasciare la Dragon dopo tre anni per passare al team NIO 333 Formula E. Pur avendo cambiato team i risultati non cambiano, riesce si a conquistare più punti ma chiude sempre ventesimo in classifica. 
Il brasiliano ottiene la riconferma dal team insieme al suo compagno Dan Ticktum. Chiude in zona punti in tre occasione e finisce per la terza volta di seguito ventesimo in classifica.

### Endurance
Non trovando un sedile per la Formula E nella stagione 2025 passa alle corse d'endurance correndo nella European Le Mans Series con il team Nielsen Racing. 

## Risultati

### Riassunto della carriera
| Stagione | Campionato           | Team                   | Gare         | Vittorie     | Pole         | Gpv          | Podi         | Punti        | Pos.         |
| -------- | -------------------- | ---------------------- | ------------ | ------------ | ------------ | ------------ | ------------ | ------------ | ------------ |
| 2014     | F.3 Brasiliana       | Cesário F3             | 10           | 0            | 1            | 2            | 3            | 45           | 7º           |
| 2014     | F3 europea           | EuroInternational      | 3            | 0            | 0            | 0            | 0            | 0            | NC†          |
| 2015     | Toyota Racing Series | Giles Motorsport       | 7            | 0            | 0            | 0            | 0            | 199          | 20º          |
| 2015     | F3 europea           | Motopark               | 33           | 0            | 0            | 0            | 2            | 57,5         | 14º          |
| 2015     | Masters di Formula 3 | Motopark               | 1            | 0            | 0            | 0            | 1            | N.A.         | 3º           |
| 2015     | Gran Premio di Macao | Motopark               | 1            | 0            | 0            | 1            | 0            | N.A.         | 22º          |
| 2016     | F3 europea           | Motopark               | 30           | 0            | 0            | 1            | 2            | 117          | 11º          |
| 2016     | Masters di Formula 3 | Motopark               | 1            | 0            | 0            | 0            | 1            | N.A.         | 3º           |
| 2016     | Gran Premio di Macao | Carlin                 | 1            | 0            | 0            | 0            | 1            | N.A.         | 3º           |
| 2016     | Formula 1            | Scuderia Toro Rosso    | Collaudatore | Collaudatore | Collaudatore | Collaudatore | Collaudatore | Collaudatore | Collaudatore |
| 2017     | Formula 2            | MP Motorsport          | 22           | 1            | 0            | 0            | 2            | 47           | 12º          |
| 2018     | Formula 2            | Carlin Motorsport      | 22           | 0            | 1            | 1            | 8            | 164          | 6º           |
| 2019     | Formula 2            | DAMS                   | 22           | 2            | 2            | 3            | 8            | 204          | 4º           |
| 2019     | Formula 1            | McLaren                | Collaudatore | Collaudatore | Collaudatore | Collaudatore | Collaudatore | Collaudatore | Collaudatore |
| 2020     | Super Formula        | Buzz Racing with B-MAX | 1            | 0            | 0            | 0            | 0            | 0            | -            |
| 2019-20  | Formula E            | Geox Dragon            | 6            | 0            | 0            | 0            | 0            | 0            | 27º          |
| 2020     | Formula 1            | Scuderia AlphaTauri    | Collaudatore | Collaudatore | Collaudatore | Collaudatore | Collaudatore | Collaudatore | Collaudatore |
| 2020-21  | Formula E            | Dragon-Penske          | 15           | 0            | 0            | 0            | 0            | 16           | 22°          |
| 2021-22  | Formula E            | Dragon-Penske          | 16           | 0            | 0            | 0            | 0            | 2            | 20°          |
| 2022-23  | Formula E            | NIO Formula E Team     | 16           | 0            | 0            | 0            | 0            | 14           | 20°          |
| 2023-24  | Formula E            | ERT Formula E Team     | 16           | 0            | 0            | 0            | 0            | 11           | 20º          |

† Partecipando come pilota ospite, non aveva diritto a conquistare punti.

### Risultati nella Formula 3 Europea
| Anno | Squadra           | Motore     | 1        | 2         | 3        | 4        | 5        | 6        | 7        | 8        | 9         | 10        | 11       | 12       | 13        | 14        | 15       | 16       | 17       | 18       | 19        | 20        | 21       | 22       | 23       | 24      | 25        | 26       | 27       | 28       | 29       | 30       | 31       | 32      | 33       | Punti | DC  |
| ---- | ----------------- | ---------- | -------- | --------- | -------- | -------- | -------- | -------- | -------- | -------- | --------- | --------- | -------- | -------- | --------- | --------- | -------- | -------- | -------- | -------- | --------- | --------- | -------- | -------- | -------- | ------- | --------- | -------- | -------- | -------- | -------- | -------- | -------- | ------- | -------- | ----- | --- |
| 2014 | EuroInternational | Mercedes   | SIL 1    | SIL 2     | SIL 3    | HOC 1    | HOC 2    | HOC 3    | PAU 1    | PAU 2    | PAU 3     | HUN 1     | HUN 2    | HUN 3    | SPA 1     | SPA 2     | SPA 3    | NOR 1    | NOR 2    | NOR 3    | MSC 1     | MSC 2     | MSC 3    | RBR 1    | RBR 2    | RBR 3   | NÜR 1     | NÜR 2    | NÜR 3    | IMO 1 14 | IMO 2 20 | IMO 3 21 | HOC 1    | HOC 2   | HOC 3    | 0†    | NC† |
| 2015 | Motopark          | Volkswagen | SIL 1 17 | SIL 2 Rit | SIL 3 20 | HOC 1 17 | HOC 2 25 | HOC 3 27 | PAU 1 14 | PAU 2 20 | PAU 3 11  | MNZ 1 Rit | MNZ 2 11 | MNZ 3 22 | SPA 1 16  | SPA 2 3   | SPA 3 22 | NOR 1 15 | NOR 2 23 | NOR 3 19 | ZAN 1 Rit | ZAN 2 6   | ZAN 3 7  | RBR 1 9  | RBR 2 19 | RBR 3   | ALG 1 11  | ALG 2 13 | ALG 3 5  | NÜR 1 11 | NÜR 2 21 | NÜR 3 9  | HOC 1 11 | HOC 2 7 | HOC 3 11 | 57.5  | 14° |
| 2016 | Motopark          | Volkswagen | LEC 1 16 | LEC 2 5   | LEC 3 19 | HUN 1 7  | HUN 2 5  | HUN 3 5  | PAU 1 8  | PAU 2    | PAU 3 Rit | RBR 1 12  | RBR 2 8  | RBR 3 4  | NOR 1 Rit | NOR 2 Rit | NOR 3    | ZAN 1 11 | ZAN 2 17 | ZAN 3 15 | SPA 1 15  | SPA 2 Rit | SPA 3 15 | NÜR 1 11 | NÜR 2 8  | NÜR 3 8 | IMO 1 Rit | IMO 2 15 | IMO 3 11 | HOC 1 5  | HOC 2 14 | HOC 3 6  |          |         |          | 117   | 11° |

### Risultati in Formula 2
(legenda) (Le gare in grassetto indicano la pole) (Le gare in corsivo indicano il giro veloce)
| Stagione | Team              | 1   | 2   | 3   | 4   | 5   | 6   | 7   | 8   | 9   | 10  | 11  | 12  | 13  | 14  | 15  | 16  | 17  | 18  | 19  | 20  | 21  | 22  | 23  | 24  | Punti | Pos. |
| -------- | ----------------- | --- | --- | --- | --- | --- | --- | --- | --- | --- | --- | --- | --- | --- | --- | --- | --- | --- | --- | --- | --- | --- | --- | --- | --- | ----- | ---- |
| 2017     | MP Motorsport     | BHR | BHR | CAT | CAT | MON | MON | BAK | BAK | RBR | RBR | SIL | SIL | HUN | HUN | SPA | SPA | MNZ | MNZ | JER | JER | YMC | YMC |     |     | 44    | 12º  |
| 2017     | MP Motorsport     | 13  | 18  | 14  | 15  | Rit | 14  | 13  | 9   | 16  | 10  | 13  | 15  | 16  | 13  | 6   | 1   | 6   | 2   | 10  | 14  | 9   | 8   |     |     | 44    | 12º  |
| 2018     | Carlin Motorsport | BHR | BHR | BAK | BAK | CAT | CAT | MON | MON | LEC | LEC | RBR | RBR | SIL | SIL | HUN | HUN | SPA | SPA | MNZ | MNZ | SOC | SOC | YMC | YMC | 164   | 6º   |
| 2018     | Carlin Motorsport | 2   | 3   | 4   | SQ  | 7   | Rit | NP  | NP  | 2   | 6   | 6   | 3   | Rit | 17  | 7   | 3   | 2   | 9   | 7   | 3   | 5   | 2   | 16  | 10  | 164   | 6º   |
| 2019     | DAMS              | BHR | BHR | BAK | BAK | CAT | CAT | MON | MON | LEC | LEC | RBR | RBR | SIL | SIL | HUN | HUN | SPA | SPA | MNZ | MNZ | SOC | SOC | YMC | YMC | 204   | 4º   |
| 2019     | DAMS              | 3   | 2   | Rit | 6   | NC  | 17  | 3   | 6   | 2   | 5   | 5   | 1   | 4   | 17  | 5   | 3   | C   | C   | 5   | Rit | 5   | 6   | 1   | 3   | 204   | 4º   |

### Risultati in Formula E
| Anno | Squadra                   | Vettura                             | 1                   | 2            | 3           | 4                                               | 5       | 6      | 7      | 8       | 9      | 10     | 11     | 12     | 13     | 14     | 15     | 16     | Punti | Pos |
| --- | ------------------------- | ----------------------------------- | ------------------- | ------------ | ----------- | ----------------------------------------------- | ------- | ------ | ------ | ------- | ------ | ------ | ------ | ------ | ------ | ------ | ------ | ------ | ----- | --- |
| 2019-20 | Geox Dragon               | Spark-Penske EV-4                   | DIR                 | DIR          | SAN         | MEX                                             | MAR     | BER SQ | BER 17 | BER Rit | BER 21 | BER 15 | BER 19 |        |        |        |        |        | 0     | 27° |
| 2020-21 | Dragon / Penske Autosport | Spark-Penske EV-4 Spark-Penske EV-5 | DIR 20              | DIR 4*       | ROM 16*     | ROM 12                                          | VAL Rit | VAL 21 | MON 15 | PUE 15  | PUE 16 | NYC 18 | NYC 11 | LON 17 | LON 8  | BER 18 | BER 18 |        | 16    | 22° |
| 2021-22 | Dragon / Penske Autosport | Spark-Penske EV-5                   | DIR 15              | DIR 17       | MEX 20      | ROM 15                                          | ROM 12  | MON 13 | BER 17 | BER 19  | GIA 19 | MAR 20 | NYC NP | NYC 17 | LON NC | LON 9  | SEO 12 | SEO 13 | 2     | 20° |
| 2022-23 | NIO 333 Formula E Team    | Spark-NIO 333 ER9                   | MEX 16              | DIR 15       | DIR 19      | HYD 5                                           | CAP 12  | SAP 17 | BER 16 | BER 15  | MON 15 | GIA 18 | GIA NP | POR 16 | ROM 8  | ROM 18 | LON SQ | LON 13 | 14    | 20° |
| 2023-24 | ERT Formula E Team        | Spark-ERT X24                       | MEX NP              | DIR 9        | DIR 17      | SAP SQ                                          | TOY 10  | MIS 15 | MIS 6  | MON 19  | BER 16 | BER 13 | SHA 15 | SHA 18 | POR 14 | POR 14 | LON 12 | LON 12 | 11    | 20º |
| 2024-25 | Nissan                    | Spark-Nissan e-4ORCE 05             | SAP                 | MEX          | JED         | JED                                             | MIA     | MON    | MON    | TOK     | TOK    | SHA    | SHA    | GIA    | BER 15 | BER 9  | LON    | LON    | 2     | 22º |
| \| Legenda \| 1º posto \| 2º posto \| 3º posto \| A punti \| Senza punti \| Grassetto=Pole position Corsivo=Giro più veloce \| \| Legenda \| Solo prove/Terzo pilota \| Non qualificato \| Ritirato/Non class. \| Squalificato \| Non partito \| Grassetto=Pole position Corsivo=Giro più veloce \| |                           |                                     |                     |              |             |                                                 |         |        |        |         |        |        |        |        |        |        |        |        |       |     |
| Legenda | 1º posto                  | 2º posto                            | 3º posto            | A punti      | Senza punti | Grassetto=Pole position Corsivo=Giro più veloce |         |        |        |         |        |        |        |        |        |        |        |        |       |     |
| Legenda | Solo prove/Terzo pilota   | Non qualificato                     | Ritirato/Non class. | Squalificato | Non partito | Grassetto=Pole position Corsivo=Giro più veloce |         |        |        |         |        |        |        |        |        |        |        |        |       |     |